# New York Knicks 1981-1982
La stagione 1981-82 dei New York Knicks fu la 33ª nella NBA per la franchigia.
I New York Knicks arrivarono quinti nella Atlantic Division della Eastern Conference con un record di 33-49, non qualificandosi per i play-off.

## Roster
| N° | Naz.                   | Ruolo | Sportivo               | Anno | Alt. | Peso |
| -- | ---------------------- | ----- | ---------------------- | ---- | ---- | ---- |
| 9  | Stati Uniti (bandiera) | GA    | Randy Smith            | 1948 | 191  | 82   |
| 14 | Stati Uniti (bandiera) | GA    | Mike Newlin            | 1949 | 193  | 91   |
| 20 | Stati Uniti (bandiera) | GA    | Micheal Ray Richardson | 1955 | 196  | 86   |
| 21 | Stati Uniti (bandiera) | A     | Campy Russell          | 1952 | 203  | 98   |
| 23 | Stati Uniti (bandiera) | AC    | Maurice Lucas          | 1952 | 206  | 98   |
| 25 | Stati Uniti (bandiera) | C     | Bill Cartwright        | 1957 | 216  | 111  |
| 30 | Stati Uniti (bandiera) | A     | Alex Bradley           | 1959 | 198  | 98   |
| 31 | Stati Uniti (bandiera) | A     | DeWayne Scales         | 1958 | 203  | 95   |
| 33 | Stati Uniti (bandiera) | GA    | Sly Williams           | 1958 | 201  | 95   |
| 35 | Stati Uniti (bandiera) | G     | Reggie Carter          | 1957 | 191  | 79   |
| 40 | Stati Uniti (bandiera) | C     | Marvin Webster         | 1952 | 216  | 102  |
| 42 | Stati Uniti (bandiera) | AC    | Larry Demic            | 1957 | 206  | 102  |
| 43 | Stati Uniti (bandiera) | A     | Toby Knight            | 1955 | 206  | 95   |
| 44 | Stati Uniti (bandiera) | G     | Paul Westphal          | 1950 | 193  | 88   |
| 45 | Stati Uniti (bandiera) | A     | Hollis Copeland        | 1955 | 198  | 82   |

## Staff tecnico
- Allenatore: Red Holzman
- Vice-allenatori: Butch Beard, Hal Fischer